# 若者の四重奏/ほほの涙を虹にして
「若者の四重奏/ほほの涙を虹にして」は、1971年7月にキャニオンレコードから発売されたジューク・ボックスの4枚目のシングルである。

## 概要
その後も更にメンバーチェンジや脱退者があり、最終的には小谷と風間の2名だけとなった。 1974年にグループが消滅となった為、これが最後のシングルとなった。

## 収録曲
1. 若者の四重奏 [2:50]
  - 作詞:山上路夫/作・編曲：鈴木邦彦
2. ほほの涙を虹にして  [2:57]
  - 作詞：山上路夫 / 作・編曲：鈴木邦彦